# Tantulocarida
Tantulocarida är en liten grupp av små, starkt specialiserade ektoparasitiska kräftdjur inom klassen Maxillopoda. De upptäcktes så sent som 1983.

## Byggnad och levnadssätt
Tantulocariderna är mycket små, högst 0,3 millimeter, och har starkt reducerad kropp med en säcklik osegmenterad thorax och tillbakabildad abdomen. De lever som ektoparasiter på andra kräftdjur, som hoppkräftor, märlkräftor och musselkräftor, där de fäster sig t.ex. vid antennerna.
En art, Tantulacus dieteri, är världens minsta kända leddjur. Den är 85 mikrometer (0,085 mm) lång.

## Systematik
Tantulocarida är en underklass i klassen Maxillopoda. Man har beskrivit 39 arter, som är uppdelade på fyra familjer.